# Humbertiella ocularis
Humbertiella ocularis es una especie de mantis de la familia Liturgusidae.

## Distribución geográfica
Se encuentra en Malasia, Borneo, islas de la Sonda,  Nueva Guinea y Nueva Zelanda.